# Danilo Popivoda
Danilo Popivoda (en serbio: Данило Попивода; Lovcenac, Yugoslavia, 1 de mayo de 1947-Bijela, Herceg Novi, 9 de septiembre de 2021) fue un futbolista de Yugoslavia que jugó en las posiciones de delantero y extremo.

## Carrera

### Club
| Periodo   | Club                   | Apariciones | Goles |
| --------- | ---------------------- | ----------- | ----- |
| 1965-1975 | NK Olimpija Ljubljana  | 226         | 58    |
| 1975–1981 | Eintracht Braunschweig | 129         | 30    |
| 1981–1982 | NK Olimpija Ljubljana  | 1           | 0     |

### Selección nacional
Jugó para Yugoslavia en 20 ocasiones de 1972 a 1977 y anotó cinco goles; participó en la Copa Mundial de Fútbol de 1974 y en la Eurocopa 1976.

## Logros
- Equipo Ideal de la 1. Bundesliga 1976-77.